# مرسدس دامبروسیس
مرسدس دامبروسیس (به فرانسوی: Mercedes Deambrosis) نویسنده قرن بیستم میلادی اهل فرانسه است.